# 拉绍塞迪布瓦代屈
拉绍塞迪布瓦代屈（法語：Lachaussée-du-Bois-d'Écu，法語發音：[laʃose dy bwa deky]）是法国瓦兹省的一个市镇，位于该省西北部，省道D625线经过，属于博韦区。

## 地理
拉绍塞迪布瓦代屈（49°33'32"N, 2°10'25"E）面积5.92 平方千米，位于法国上法蘭西大區瓦兹省，该省份为法国北部内陆省份，北起索姆省，西接厄尔省和滨海塞纳省，南至塞纳-马恩省和瓦兹河谷省，东临埃纳省。
与拉绍塞迪布瓦代屈接壤的市镇（或旧市镇、城区）包括：弗朗卡斯泰勒、弗鲁瓦西、吕希、莫莱尔、努瓦雷蒙、皮拉瓦莱。

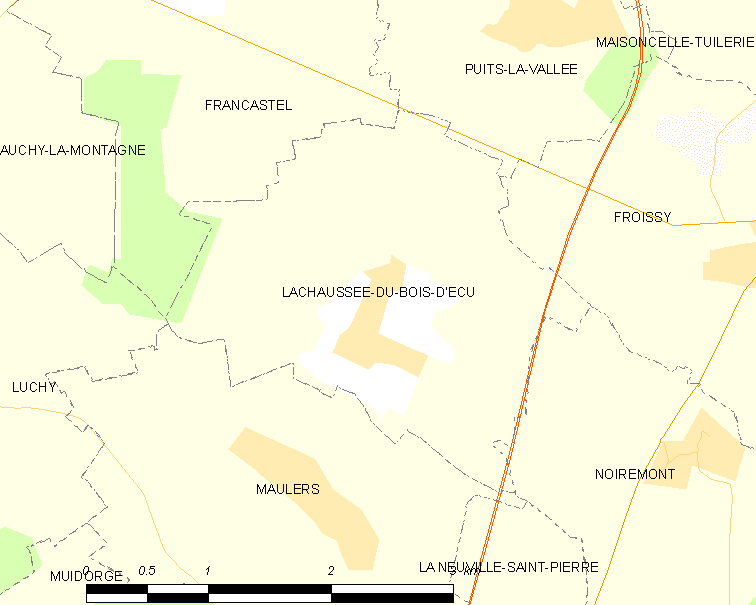
拉绍塞迪布瓦代屈的OSM定位图

拉绍塞迪布瓦代屈的时区为UTC+01:00、UTC+02:00（夏令时）。

## 行政
拉绍塞迪布瓦代屈的邮政编码为60480，INSEE市镇编码为60336。

## 政治
拉绍塞迪布瓦代屈所属的省级选区为圣瑞斯特昂绍塞县。

## 人口

1962-2008年间拉绍塞迪布瓦代屈人口变化图示

拉绍塞迪布瓦代屈于2022年1月1日时的人口数量为184人。